# Piculus simplex
Piculus simplex е вид птица от семейство Picidae.

## Разпространение
Видът е разпространен в Коста Рика, Никарагуа, Панама и Хондурас.